# Ohio Country

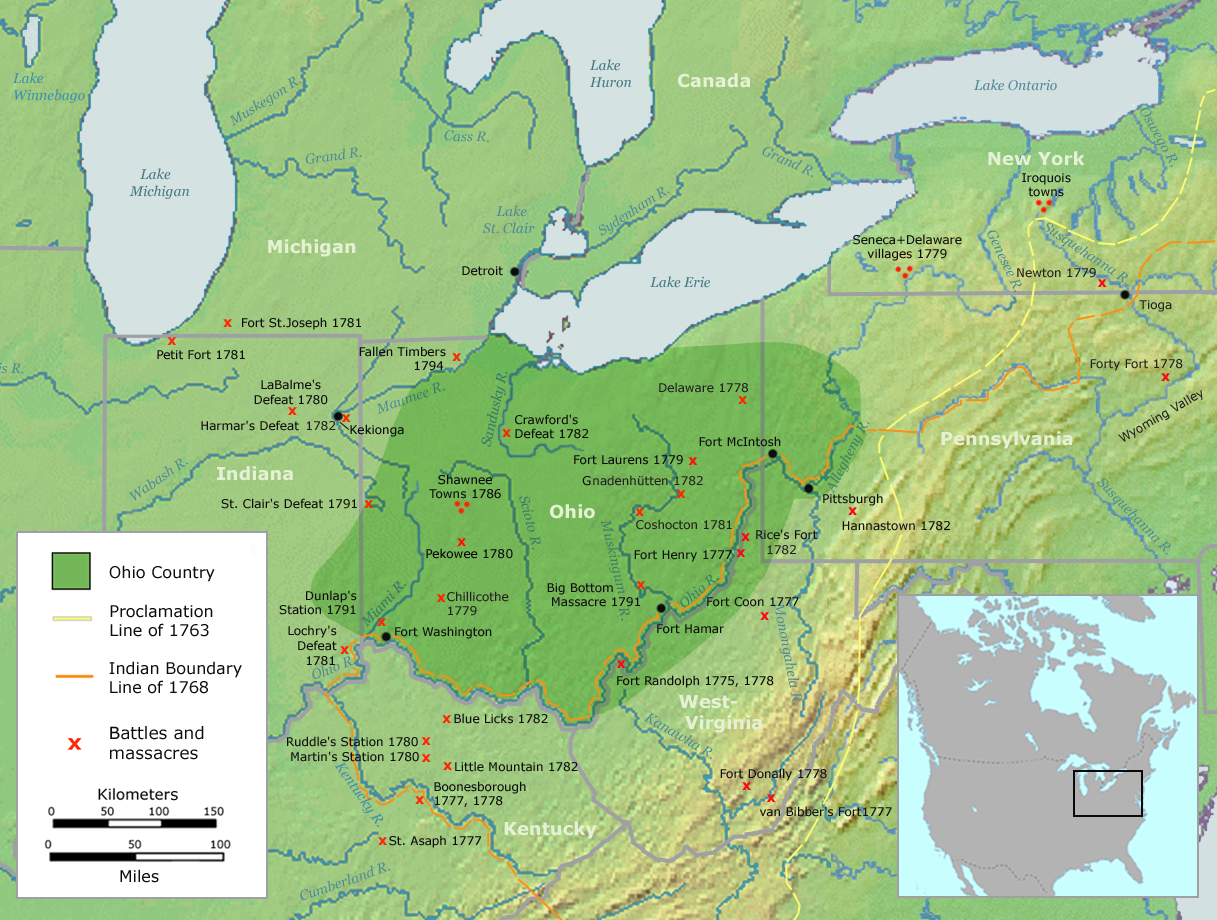
Harta regiunii cunoscute ca Ohio Country cu locațiile bătăliilor și masacrelor în perioada 1775 - 1794.

Ohio Country, în română, Țara Ohio, uneori denumit și Ohio Territory (în română, Teritoriul Ohio), a fost numele utilizat în secolul al 18-lea pentru regiunile Americii de Nord situate la vest de Appalachian Mountains, respectiv în regiunea superioară a Ohio River, situată la sud de Lake Erie.
Una din primele regiuni de frontieră a noii republici, Statele Unite ale Americii, zona, care nu avea limite exact stabilite, cuprinde suprafețe semnificative din patru din statele de azi ale Uniunii, aproape întregul stat Ohio, estul statului Indiana, vestul statului Pennsylvania și nord-vestul statului West Virginia.
Stabilirea coloniștilor originari din Europa constituie, în viziunea istoricilor, motivul esențial al unui război, Războiul de şapte ani, respectiv un factor important al declanșării Războiului de independență al Statelor Unite.

## Istoric

### Era colonială
În secolul 17-lea, zona aflată la nord de fluviul Ohio fusese locuită de tribul Shawnee, care vorbeau limba Algonquian. În jurul anilor 1660, de-a lungul unor conflicte brutale, cunoscute sub denumirea generică de Beaver Wars, Războaiele castorului, tribul Iroquois a obținut controlul zonei numită ulterior Ohio Country, alungând tribul Shawnee, respectiv cucerind și încorporând Tribul Erie. După aceste conflicte, ca urmarea a controlului exercitat de Iroquis, Ohio Country a devenit o zonă nelocuită pentru câteva decenii, fiind în primul rând utilizată ca zonă de vânătoare de către acest trib războinic.

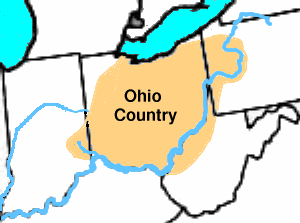
O altă hartă a zonei Ohio Country

De-a lungul secolelor al 17-lea și al 18-lea atât Franța cât și Anglia au pretins a fi posesoare ale zonei Ohio Country. După perioada celor câtorva decenii de control Iroquis, în anii timpurii 1700, ambele națiuni au trimis comercianți ca să facă comerț cu nativii americani locali. Și această perioadă, datorită dorințelor de anexare ale ambelor puteri europene, a fost una violentă. După Pacea și tratatul de la Paris din 1763, marcând sfârșitul războiului cunoscut ca French and Indian War, Anglia a dobândit controlul asupra zonei de la francezi.
După încheierea acestui tratat, Anglia nu mai avea nici un fel de probleme de posesiune cu Franța, întrucât aceasta nu mai putea avea nici un fel de pretenții teritoriale asupra zonei Ohio Country. Oricum, numeroase triburi nativ americane, incluzând triburile Shawnee, Mingo, Wyandot și Delaware, emiteau pretenții de posesiune a zonei. De cele mai multe ori, motivul esențial îl constituia stabilirea coloniștilor de origine europeană în această zonă, lucru care nu era privit defel cu ochi buni de către populațiile indigene. Pentru a preveni conflicte armate, vărsări de sânge și cheltuieli militare suplimentare, Anglia a decretat Proclamația din 1763, care interzicea coloniștilor să locuiască la vest de Munții Apalași. Ulterior, acea hotărâre de natură politică, a constituit un motiv major al declanșării Revoluției americane pentru că a convins coloniștii americani, printre multe altele, că Angliei nu-i păsa de interesele majoritare ale subiecților săi din coloniile nord-americane.

### Pretenții teritoriale ale unor state
Acest areal era văzut drept foarte dezirabil pentru întemeierea de așezăminte în primii ani de existență ai Statelor Unite, ceea ce a făcut ca zona să fie subiectul pretențiilor teritoriale ale mai multor state. Aceste pretenții teritoriale își aveau originea în așa numitele „Colonial charters” (română carte teritoriale), documente regale care prevedeau privilegiile acordate fiecărei colonii. Mai specific:
- Virginia, în baza cartei Coloniei Virginia, avea pretenții la întregul teritoriu
- New York, avea pretenții la întregul teritoriu
- Connecticut, avea pretenții la o fâșie de teritoriu

Un alt rezultat a fost că spre diferență de restul teritoriului de nord-vest, care erau cadastrate mai mult mai mai puțin obiectiv conform sistemului „Public Land Survey System”, teritorii din Ohio fuseseră acordate incremetal mai multor părți, fiind astfel sub incidența mai multor sisteme de cadastru.

### Northwest Ordinance
În 1784, zona făcea parte din regiunea Trans-Aplacheana, pe care Thomas Jefferson a propus-o pentru crearea noilor state care urmau a fi admise în Uniniune. Jefferson a propus ca statele să renunțe la respectivele lor pretenții la regiune. Una din cele mai litigioase chestiuni era dacă zona urma să accepte sclavia.